# Fluidteknologi
Fluidteknologi är läran om fluiders egenskaper och tekniska applikationer inom ingenjörsvetenskapen. Benämningen fluidteknologi, som egentligen omfattar alla ingenjörstekniska områden där fluider (vätskor och gaser) utgör en väsentlig del för överföring eller utvinning av energi, har på de tekniska högskolorna idag ofta inordnats under begreppet hydraulik med tonvikt på maskiner och system för överföring av energi genom användning av trycksatt olja, men innefattar också pneumatik. I teknikområdet fluidteknologi innefattas egentligen också hydrauliska strömningsmaskiner allmänt.

## Fluidteknologi i Sverige
Fluidteknologi inom tekniska vetenskaper startade i Sverige som en separat institution inom Institutionen för Hydrauliska Strömningsmaskiner på Kungl. Tekniska Högskolan (KTH) i Stockholm av professor Anders Norén på tidigt 1970-tal, benämnd Department of Fluid Technology, och hade från början ett nära samarbete med Institutionen för Reglerteknik men sorterade under Institutionen för Maskinteknik. Därefter startade Anders Norén en motsvarande institution vid Lunds universitet. Ämnesområdet omfattade hydraulik och pneumatik samt det ursprungliga ämnesområdet hydrauliska strömningsmaskiner. 2007 bedrevs undervisning inom dessa ämnesområden inom maskinteknik på KTH i Stockholm och vid Institutionen för systemvetenskap på Linköpings tekniska högskola (LiTH). Reglerteknik utgör en väsentlig del av undervisningen inom det hydraultekniska området på LiTH. 